# نئون (شرکت)
نئون (انگلیسی: Neon) شرکت فیلم‌سازی آمریکایی است، که در سال ۲۰۰۷ توسط تیم لیگو تأسیس شد.
شرکت نئون یک شرکت تولید و توزیع فیلم مستقل آمریکایی است که در سال ۲۰۱۷ توسط مدیرعامل تام کوین و تیم لیگ، که همچنین از بنیانگذاران زنجیره سینماهای آلامو درفت‌هاوس بود، تأسیس شد. از سال ۲۰۱۹، لیگ دیگر درگیر عملیات روزانه این شرکت نیست.
اولین فیلم آن، کولوسال، در سال ۲۰۱۷ منتشر شد. این شرکت به خاطر توزیع فیلم‌های قابل توجهی مانند من، تونیا (۲۰۱۷)، انگل (۲۰۱۹)، پرتره یک بانو در آتش (۲۰۱۹)، پالم اسپرینگز (۲۰۲۰)، فرار (۲۰۲۱)، اسپنسر (۲۰۲۱)، بدترین فرد جهان (۲۰۲۱)، مثلث غم (۲۰۲۲)، آناتومی یک سقوط (۲۰۲۳)، آنورا (۲۰۲۴)، لنگ‌های دراز (۲۰۲۴)، دانه انجیر مقدس (۲۰۲۴) و میمون (۲۰۲۵) شناخته شد.
«انگل» با فروش ۲۶۲ میلیون دلار به پرفروش‌ترین فیلم نئون در گیشه جهانی تبدیل شد و اولین فیلم غیرانگلیسی‌زبانی بود که جایزه اسکار بهترین فیلم را دریافت کرد.[ در سال ۲۰۲۴، «لنگ‌ها» با فروش ناخالص ۷۴٫۳ میلیون دلار در گیشه داخلی، به پرفروش‌ترین فیلم این توزیع‌کننده در آمریکای شمالی تبدیل شد. «آنورا» دومین فیلم این شرکت بود که جایزه اسکار بهترین فیلم را دریافت کرد. نئون همچنین با چندین فیلمساز برجسته از جمله شان بیکر، بونگ جون هو، جولیا دوکورنو، کریگ گیلسپی، پابلو لارین و سلین سیاما همکاری داشته است.